# Колумбия (гора)
Колумбия (англ. Mount Columbia) — вторая по высоте вершина Канадских Скалистых гор (после горы Робсон) и высочайшая вершина провинции Альберта.

## География
Высота вершины 3747 м, относительная высота 2383 метра. Находится на границе Британской Колумбии и Альберты на юго-западе Канады.
Гора Колумбия находится в северо-восточном углу огромного Колумбийского ледникового поля площадью 325 км², которое лежит на водоразделе трёх океанов — Тихого, Северного Ледовитого и Атлантического и которое считается гидрографической вершиной Северной Америки. Ледовую шапку Колумбийского ледникового поля толщиной до 365 метров также называют «матерью рек», так как она питает речные системы Норт-Саскачевана, Колумбии, Атабаски, Фрейзера.
Первое восхождение совершил в 1902 году Джеймс Оутрам при помощи Кристиана Кауфманна.

## Название
В 1899 году Норман Коллай назвал горную вершину в честь реки Колумбии, которая в свою очередь была названа в 1792 году капитаном Робертом Греем в честь своего корабля «Columbia Rediviva». Интересно, что в 1924 году гора получила официальное название «Columbia Mountain», однако чаще использовали префикс «Mount», зарезервированный для вершин, названных в честь людей. В 1956 году и официальное название поменяли на «Mount Columbia».